# 二苯基二硫醚
二苯基二硫醚是一种有机化合物，化学式为(C6H5S)2，可简写为Ph2S2。

## 合成与反应
二苯基二硫醚可由苯硫酚和四正丁基过硫酸铵反应制得。
它可以和六苯基二锡在光照下反应，生成三苯基(苯硫基)锡。